# Paracis miyajimai
Paracis miyajimai is een zachte koraalsoort uit de familie Plexauridae. De koraalsoort komt uit het geslacht Paracis. Paracis miyajimai werd in 1909 voor het eerst wetenschappelijk beschreven door Kinoshita. 